# Fidji aux Jeux olympiques d'été de 2016
Les Fidji participent aux Jeux olympiques d'été de 2016 à Rio de Janeiro. Il s'agit de leur 14e participation aux Jeux d'été, auxquels ils n'avaient jusque-là jamais remporté de médaille.
En juillet 2015, le pays a déjà qualifié trente athlètes pour les Jeux : son équipe masculine de rugby à VII (douze joueurs) et son équipe masculine de football (dix-huit joueurs), ce qui en fait déjà la plus grande délégation d'athlètes jamais envoyée par les Fidji aux Jeux olympiques (le pays avait neuf représentants aux Jeux de 2012 à Londres, et vingt-trois aux Jeux de 1988 à Séoul). Le golfeur Vijay Singh, dont la qualification était jugée très probable, renonce en invoquant sa crainte de l'épidémie d'infections à virus Zika au Brésil. Début juillet, la délégation finalisée du pays s'élève à cinquante-quatre athlètes et trente-cinq autres personnels.
Les Fidji avaient prévu de changer leur drapeau national en septembre 2016. Le comité de sélection du nouveau drapeau est présidé par le secrétaire d'État à la jeunesse et aux sports, Iliesa Delana, champion paralympique de saut en hauteur aux Jeux paralympiques d'été de 2012 et premier Fidjien à avoir remporté une médaille aux Jeux olympiques ou paralympiques. Aux Jeux de Rio, le pays devait ainsi concourir pour la dernière fois sous son drapeau adopté au moment de son indépendance en 1970,. La victoire remportée par l'équipe de rugby masculine à Rio, et l'engouement qui en résulte aux Fidji, amène toutefois le gouvernement à renoncer à introduire un nouveau drapeau,.
L'équipe de rugby à sept obtient en effet la première médaille olympique du pays en remportant le titre lors de la compétition masculine.

## Médaillés
| Sport              | Discipline       | Athlète(s) | Performance                    | Date    |
| Médailles d’or : 1 |                  | |                                |         |
| Rugby à sept       | Tournoi masculin | Masivesi Dakuwaqa Apisai Domolailai Osea Kolinisau Semi Kunatani Viliame Mata Leone Nakarawa Vatemo Ravouvou Savenaca Rawaca Kitione Taliga Josua Tuisova Jerry Tuwai Jasa Veremalua Samisoni Viriviri | 43-7 contre la Grande-Bretagne | 11 août |

## Athlétisme
Hommes
Concours
| Athlète         | Épreuve           | Qualifications | Qualifications | Finale       | Finale       |
| Athlète         | Épreuve           | Performance    | Rang           | Performance  | Rang         |
| --------------- | ----------------- | -------------- | -------------- | ------------ | ------------ |
| Leslie Copeland | Lancer du javelot | 76,04 m        | 17e            | Non qualifié | Non qualifié |

Femmes
Courses
| Athlète         | Épreuve | Séries  | Séries | Demi-finales | Demi-finales | Finale        | Finale        |
| Athlète         | Épreuve | Temps   | Rang   | Temps        | Rang         | Temps         | Rang          |
| --------------- | ------- | ------- | ------ | ------------ | ------------ | ------------- | ------------- |
| Sisilia Seavula | 100 m   | 12 s 34 | 2e     | 12 s 48      | 8e           | Non qualifiée | Non qualifiée |

## Boxe
Winston Hill, médaillé d'argent aux Jeux du Pacifique de 2015, se qualifie pour l'épreuve masculine des moins de 69 kg.
| Athlète      | Catégorie              | 1/16e de finale           | 1/8e de finale      | Quart de finale     | Demi finale         | Finale              | Rang    |
| Athlète      | Catégorie              | Adversaire Résultat       | Adversaire Résultat | Adversaire Résultat | Adversaire Résultat | Adversaire Résultat | Rang    |
| ------------ | ---------------------- | ------------------------- | ------------------- | ------------------- | ------------------- | ------------------- | ------- |
| Winston Hill | Poids welters (-69 kg) | Battu par Margaryan 0 - 3 | Éliminé             | Éliminé             | Éliminé             | Éliminé             | Éliminé |

## Football
L'équipe masculine de football (des moins de 23 ans) se qualifie pour la première fois de son histoire en juillet 2015. Les qualifications s'intègrent aux Jeux du Pacifique de 2015, à Port Moresby en Papouasie-Nouvelle-Guinée. Ayant battu le pays hôte 3-1 en demi-finale, les Fidjiens rencontrent l'équipe du Vanuatu en finale. Le score étant de 0-0 à la fin des prolongations, les Fidjiens s'imposent 4-3 à la séance des tirs au but.

### Tour préliminaire
| Rang | Équipe       | Pts | J | G | N | P | Bp | Bc | Diff |
| ---- | ------------ | --- | - | - | - | - | -- | -- | ---- |
| 1    | Corée du Sud | 7   | 3 | 2 | 1 | 0 | 12 | 3  | +9   |
| 2    | Allemagne    | 5   | 3 | 1 | 2 | 0 | 15 | 5  | +10  |
| 3    | Mexique      | 4   | 3 | 1 | 1 | 1 | 7  | 4  | +3   |
| 4    | Fidji        | 0   | 3 | 0 | 0 | 3 | 1  | 23 | -22  |

Matches
| 4 août 2016       | Fidji | 0 - 8   | Corée du Sud | | |
| 20h00 (UTC−03:00) | | (0 - 1) | 32e 63e 90+3e Ryu Seung-woo · 62e 63e Kwon Chang-hoon · 72e (pen.) Son Heung-min · 77e 90e Suk Hyun-jun             | Itaipava Arena Fonte Nova, Salvador Spectateurs : 16 000 Arbitrage : Malang Diedhiou Arbitres assistants : Djibril Camara El Hadji Malick Samba Quatrième arbitre : Néstor Pitana | Itaipava Arena Fonte Nova, Salvador Spectateurs : 16 000 Arbitrage : Malang Diedhiou Arbitres assistants : Djibril Camara El Hadji Malick Samba Quatrième arbitre : Néstor Pitana |
| 20h00 (UTC−03:00) | Rapport |         | | Itaipava Arena Fonte Nova, Salvador Spectateurs : 16 000 Arbitrage : Malang Diedhiou Arbitres assistants : Djibril Camara El Hadji Malick Samba Quatrième arbitre : Néstor Pitana | Itaipava Arena Fonte Nova, Salvador Spectateurs : 16 000 Arbitrage : Malang Diedhiou Arbitres assistants : Djibril Camara El Hadji Malick Samba Quatrième arbitre : Néstor Pitana |
| 20h00 (UTC−03:00) | Tamanisau () · Naidu · Baravilala ( 67e Waqa) · Dreloa 71e · Tuivuna · Chand · Hughes ( 67e Khem) · Krishna · Singh · Waranaivalu ( 79e Nakalevu) · Verevou | Équipes | Gu () · Sim · Lee S. · Choi 3e · Jang · Moon · Ryu · Hwang ( 69e Suk) · Jeong · Kwon ( 70e Son) · Lee C. ( 80e Kim) | Itaipava Arena Fonte Nova, Salvador Spectateurs : 16 000 Arbitrage : Malang Diedhiou Arbitres assistants : Djibril Camara El Hadji Malick Samba Quatrième arbitre : Néstor Pitana | Itaipava Arena Fonte Nova, Salvador Spectateurs : 16 000 Arbitrage : Malang Diedhiou Arbitres assistants : Djibril Camara El Hadji Malick Samba Quatrième arbitre : Néstor Pitana |

| 7 août 2016       | Fidji           | 1 - 5   | Mexique                                              |                                     |                                     |
| 13h00 (UTC−03:00) | Roy Krishna 10e | (1 - 0) | 48e 55e 58e 73e Erick Gutiérrez · 67e Carlos Salcedo | Itaipava Arena Fonte Nova, Salvador | Itaipava Arena Fonte Nova, Salvador |
| 13h00 (UTC−03:00) | Rapport         |         |                                                      | Itaipava Arena Fonte Nova, Salvador | Itaipava Arena Fonte Nova, Salvador |

| 10 août 2016      | Allemagne                                                                              | 10 - 0  | Fidji |                          |                          |
| 16h00 (UTC−03:00) | Serge Gnabry 8e 45e · Nils Petersen 14e 33e 40e 60e (pen.) 70e · Max Meyer 30e 49e 52e | (6 - 0) |       | Mineirão, Belo Horizonte | Mineirão, Belo Horizonte |
| 16h00 (UTC−03:00) | Rapport                                                                                |         |       | Mineirão, Belo Horizonte | Mineirão, Belo Horizonte |

L'équipe des Fidji ne se qualifie pas pour la phase à élimination directe.

## Haltérophilie
| Athlète         | Compétition   | Arraché  | Arraché | Épaulé-jeté | Épaulé-jeté | Total | Rang |
| Athlète         | Compétition   | Résultat | Rang    | Résultat    | Rang        | Total | Rang |
| --------------- | ------------- | -------- | ------- | ----------- | ----------- | ----- | ---- |
| Maneli Tulo     | -56 kg hommes | 106      | 16e     | 136         | 13e         | 242   | 13e  |
| Apolonia Vaivai | -69 kg femmes | 88       | 15e     | 113         | 11e         | 201   | 11e  |

## Judo
| Athlète        | Compétition    | 1er tour            | 2e tour                     | 3e tour             | Quart de finale     | Demi-finale         | Repêchage 1         | Repêchage 2         | Finale              | Rang    |
| Athlète        | Compétition    | Adversaire Résultat | Adversaire Résultat         | Adversaire Résultat | Adversaire Résultat | Adversaire Résultat | Adversaire Résultat | Adversaire Résultat | Adversaire Résultat | Rang    |
| -------------- | -------------- | ------------------- | --------------------------- | ------------------- | ------------------- | ------------------- | ------------------- | ------------------- | ------------------- | ------- |
| Josateki Naulu | Moins de 81 kg | Exempt              | battu par Sabirov 001 - 100 | Éliminé             | Éliminé             | Éliminé             | Éliminé             | Éliminé             | Éliminé             | Éliminé |

## Natation
| Athlète           | Épreuve                 | Séries        | Séries | Demi-finales  | Demi-finales  | Finale        | Finale        |
| Athlète           | Épreuve                 | Temps         | Rang   | Temps         | Rang          | Temps         | Rang          |
| ----------------- | ----------------------- | ------------- | ------ | ------------- | ------------- | ------------- | ------------- |
| Meli Malani       | 50 m nage libre hommes  | 23 s 88       | 51e    | Non qualifié  | Non qualifié  | Non qualifié  | Non qualifié  |
| Matelita Buadromo | 200 m nage libre femmes | 2 min 05 s 49 | 40e    | Non qualifiée | Non qualifiée | Non qualifiée | Non qualifiée |

## Rugby à sept

### Tournoi masculin
L'Équipe des Fidji de rugby à sept se qualifie pour les Jeux en se classant première de la saison 2014-2015 des World Rugby Sevens Series - devant l'Afrique du Sud, la Nouvelle-Zélande et l'Angleterre, également qualifiées. C'est la première fois depuis 1924 que le rugby est représenté aux Jeux olympiques, et les Fidjiens partent parmi les favoris pour une place sur le podium. Le 12 août, ils remportent la médaille d'or dans cette discipline. Le premier ministre fidjien Frank Bainimarama assiste à la finale, qui voit les Fidjiens remporter la première médaille olympique de leur histoire.
Effectif
Sélection :
- Osea Kolinisau
- Apisai Domolailai
- Jasa Veremalua
- Josua Tuisova
- Kitione Taliga
- Leone Nakarawa
- Samisoni Viriviri
- Savenaca Rawaca
- Semi Kunatani
- Vatemo Ravouvou
- Viliame Mata
- Jerry Tuwai

Entraîneur principal : Ben Ryan
Phase de poules
| Rang | Pays       | J | V | N | D | Pm | Pe | Diff | Pts |
| ---- | ---------- | - | - | - | - | -- | -- | ---- | --- |
| 1    | Fidji      | 3 | 3 | 0 | 0 | 87 | 45 | +42  | 9   |
| 2    | Argentine  | 3 | 2 | 0 | 1 | 62 | 35 | +27  | 7   |
| 3    | États-Unis | 3 | 1 | 0 | 2 | 59 | 43 | +16  | 5   |
| 4    | Brésil     | 3 | 0 | 0 | 3 | 12 | 97 | -85  | 2   |

|  | Qualifié pour les quarts de finale    |
|  | Qualifié pour le classement de 9 à 12 |

Le détail des rencontres de poule de l'équipe est le suivant :
| 9 août 2016 13 h 30 UTC-3 | Fidji | 40 - 12 (7 - 5) | Brésil                                                                      | stade de Deodoro, Rio de Janeiro |
| 9 août 2016 13 h 30 UTC-3 | Essai(s) : Veremalua (6e, 12), Kolinisau (8e), Tuisova (9e, 13e), Viriviri (10e) Transformation(s) : Kolinisau (6e), Ravouvou (8e, 10e, 12e, 13e) |                 | Essai(s) : Claro (4e), Albuquerque (14e) Transformation(s) : A. Silva (14e) | stade de Deodoro, Rio de Janeiro |
| 9 août 2016 13 h 30 UTC-3 | |                 |                                                                             | stade de Deodoro, Rio de Janeiro |

| 9 août 2016 18 h 30 UTC-3 | Fidji                                                                                              | 21 - 14 (7 - 7) | Argentine                                                               | stade de Deodoro, Rio de Janeiro |
| 9 août 2016 18 h 30 UTC-3 | Essai(s) : Tuisova (2e), Taliga (11e, 12e) Transformation(s) : Ravouvou (2e), Kolinisau (11e, 12e) |                 | Essai(s) : Sábato (5e), Álvarez (8e) Transformation(s) : Revol (5e, 8e) | stade de Deodoro, Rio de Janeiro |
| 9 août 2016 18 h 30 UTC-3 | |                 |                                                                         | stade de Deodoro, Rio de Janeiro |

| 10 août 2016 13 h 30 UTC-3 | Fidji | 24 - 19 | États-Unis | stade de Deodoro, Rio de Janeiro |
| 10 août 2016 13 h 30 UTC-3 |       |         |            | stade de Deodoro, Rio de Janeiro |
| 10 août 2016 13 h 30 UTC-3 |       |         |            | stade de Deodoro, Rio de Janeiro |

Phase finale - Tableau
|  | Quarts de finale        | Quarts de finale        |                         |                         | Demi-finales            | Demi-finales            |   |  | Finale               | Finale               |
|  | Quarts de finale        | Quarts de finale        |                         |                         | Demi-finales            | Demi-finales            |   |  | Finale               | Finale               |
|  |                         |                         |                         |                         |                         |                         |   |  |                      |                      |
|  | 10 août à 17 h UTC-3    | 10 août à 17 h UTC-3    |                         |                         | 11 août à 14 h 30 UTC-3 | 11 août à 14 h 30 UTC-3 |   |  | 11 août à 19 h UTC-3 | 11 août à 19 h UTC-3 |
|  | 10 août à 17 h UTC-3    | 10 août à 17 h UTC-3    |                         |                         | 11 août à 14 h 30 UTC-3 | 11 août à 14 h 30 UTC-3 |   |  | 11 août à 19 h UTC-3 | 11 août à 19 h UTC-3 |
|  | Fidji                   | 12                      |                         |                         | 11 août à 14 h 30 UTC-3 | 11 août à 14 h 30 UTC-3 |   |  | 11 août à 19 h UTC-3 | 11 août à 19 h UTC-3 |
|  | Fidji                   | 12                      |                         |                         | 11 août à 14 h 30 UTC-3 | 11 août à 14 h 30 UTC-3 |   |  | 11 août à 19 h UTC-3 | 11 août à 19 h UTC-3 |
|  | Nouvelle-Zélande        | 7                       |                         |                         | 11 août à 14 h 30 UTC-3 | 11 août à 14 h 30 UTC-3 |   |  | 11 août à 19 h UTC-3 | 11 août à 19 h UTC-3 |
|  | Nouvelle-Zélande        | 7                       | Fidji                   | 20                      |                         |                         |   |  | 11 août à 19 h UTC-3 | 11 août à 19 h UTC-3 |
|  | 10 août à 17 h 30 UTC-3 |                         | Fidji                   | 20                      |                         |                         |   |  | 11 août à 19 h UTC-3 | 11 août à 19 h UTC-3 |
|  |                         | Japon                   | 5                       |                         |                         |                         |   |  | 11 août à 19 h UTC-3 | 11 août à 19 h UTC-3 |
|  | Japon                   | Japon                   | 5                       | 12                      |                         |                         |   |  | 11 août à 19 h UTC-3 | 11 août à 19 h UTC-3 |
|  | Japon                   |                         |                         | 12                      |                         |                         |   |  | 11 août à 19 h UTC-3 | 11 août à 19 h UTC-3 |
|  | France                  | 7                       |                         |                         |                         |                         |   |  | 11 août à 19 h UTC-3 | 11 août à 19 h UTC-3 |
|  | France                  | 7                       | Fidji                   | 41                      |                         |                         |   |  |                      |                      |
|  | 10 août à 18 h UTC-3    |                         | Fidji                   | 41                      |                         |                         |   |  |                      |                      |
|  |                         | Grande-Bretagne         | 7                       |                         |                         |                         |   |  |                      |                      |
|  | Grande-Bretagne         | Grande-Bretagne         | 7                       | 5 ap                    |                         |                         |   |  |                      |                      |
|  | Grande-Bretagne         | 11 août à 15 h UTC-3    |                         | 5 ap                    |                         |                         |   |  |                      |                      |
|  | Argentine               | 0                       |                         |                         |                         |                         |   |  |                      |                      |
|  | Argentine               | 0                       | Grande-Bretagne         | 7                       |                         |                         |   |  |                      |                      |
|  | 10 août à 18 h 30 UTC-3 | 10 août à 18 h 30 UTC-3 | Grande-Bretagne         | 7                       | Médaille de bronze      | Médaille de bronze      |   |  |                      |                      |
|  | 10 août à 18 h 30 UTC-3 | 10 août à 18 h 30 UTC-3 |                         | Afrique du Sud          | Médaille de bronze      | Médaille de bronze      | 5 |  |                      |                      |
|  | Afrique du Sud          | 22                      | 11 août à 18 h 30 UTC-3 | 11 août à 18 h 30 UTC-3 |                         |                         | 5 |  |                      |                      |
|  | Afrique du Sud          | 22                      | 11 août à 18 h 30 UTC-3 | 11 août à 18 h 30 UTC-3 |                         |                         |   |  |                      |                      |
|  | Australie               | 5                       |                         | Japon                   | 14                      |                         |   |  |                      |                      |
|  | Australie               | 5                       |                         | Japon                   | 14                      |                         |   |  |                      |                      |
|  |                         |                         |                         |                         |                         |                         |   |  | Afrique du Sud       | 52                   |
|  |                         |                         |                         |                         |                         |                         |   |  | Afrique du Sud       | 52                   |

Quarts de finale
| 10 août 2016 17 h UTC-3 | Fidji | 12 - 7 | Nouvelle-Zélande | stade de Deodoro, Rio de Janeiro |
| 10 août 2016 17 h UTC-3 |       |        |                  | stade de Deodoro, Rio de Janeiro |
| 10 août 2016 17 h UTC-3 |       |        |                  | stade de Deodoro, Rio de Janeiro |

Demi-finales
| 11 août 2016 14 h 30 UTC-3 | Fidji | 20-5 | Japon | stade de Deodoro, Rio de Janeiro |
| 11 août 2016 14 h 30 UTC-3 |       |      |       | stade de Deodoro, Rio de Janeiro |
| 11 août 2016 14 h 30 UTC-3 |       |      |       | stade de Deodoro, Rio de Janeiro |

Finale
| 11 août 2016 19 h UTC-3 | Grande-Bretagne | 7-43 | Fidji | stade de Deodoro, Rio de Janeiro |
| 11 août 2016 19 h UTC-3 |                 |      |       | stade de Deodoro, Rio de Janeiro |
| 11 août 2016 19 h UTC-3 |                 |      |       | stade de Deodoro, Rio de Janeiro |

### Tournoi féminin
La sélection féminine se qualifie pour les Jeux en remportant le Championnat d'Océanie 2015.
Effectif
Entraîneur principal : Chris Cracknell
| Arrières | Arrières         | Avants | Avants        |
| -------- | ---------------- | ------ | ------------- |
| 3        | Raijieli Daveau  | 1      | Litia Naiqato |
| 4        | Asena Rokomarama | 2      | Merewai Cumu  |
| 7        | Rusila Nagasau   | 5      | Timaima Tamoi |
| 8        | Lavenia Tinai    | 6      | Rebecca Tavo  |
| 9        | Ana Maria Roqica | 13     | Jiowana Sauto |
| 10       | Viniana Riwai    |        |               |
| 11       | Luisa Tisolo     |        |               |
| 12       | Timaima Ravisa   |        |               |

- Jiowana Sauto rejoint l'équipe le troisième jour en raison de la blessure de Daveau.

Phase de poules
| Rang | Pays       | J | V | N | D | Pm  | Pe  | Diff | Pts |
| ---- | ---------- | - | - | - | - | --- | --- | ---- | --- |
| 1    | Australie  | 3 | 2 | 1 | 0 | 101 | 12  | +89  | 8   |
| 2    | Fidji      | 3 | 2 | 0 | 1 | 48  | 43  | +5   | 7   |
| 3    | États-Unis | 3 | 1 | 1 | 1 | 67  | 24  | +43  | 6   |
| 4    | Colombie   | 3 | 0 | 0 | 3 | 0   | 137 | -137 | 3   |

|  | Qualifié pour les quarts de finale    |
|  | Qualifié pour le classement de 9 à 12 |

Le détail des rencontres de poule de l'équipe est le suivant :
| 6 août 2016 13 h UTC-3 | États-Unis                                                   | 7 - 12 (0 - 7) | Fidji                                                               | stade de Deodoro, Rio de Janeiro |
| 6 août 2016 13 h UTC-3 | Essai(s) : Kelter (10e) Transformation(s) : Baravilala (10e) |                | Essai(s) : Tisolo (4e), Ravisa (8e) Transformation(s) : Tisolo (4e) | stade de Deodoro, Rio de Janeiro |
| 6 août 2016 13 h UTC-3 |                                                              |                |                                                                     | stade de Deodoro, Rio de Janeiro |

| 6 août 2016 18 h 30 UTC-3 | Australie | 36 - 0 (19 - 0) | Fidji | stade de Deodoro, Rio de Janeiro |
| 6 août 2016 18 h 30 UTC-3 | Essai(s) : Cherry (1re), Tonegato (4e, 13e), Caslick (5e), Green (10e), Dalton (14e) Transformation(s) : Dalton (1re, 5e, 13e) |                 |       | stade de Deodoro, Rio de Janeiro |
| 6 août 2016 18 h 30 UTC-3 | |                 |       | stade de Deodoro, Rio de Janeiro |

| 7 août 2016 13 h UTC-3 | Fidji | 36 - 0 (24 - 0) | Colombie | stade de Deodoro, Rio de Janeiro |
| 7 août 2016 13 h UTC-3 | Essai(s) : Daveau (1re, 3e), Tinai (5e), Roqica (7e), Riwai (9e), Nagasau (14e) Transformation(s) : Tinai (1re, 5e), Riwai (9e) |                 |          | stade de Deodoro, Rio de Janeiro |
| 7 août 2016 13 h UTC-3 | |                 |          | stade de Deodoro, Rio de Janeiro |

Quarts de finale
| 7 août 2016 18 h UTC-3 | Grande-Bretagne | 26 - 7 | Fidji | stade de Deodoro, Rio de Janeiro |
| 7 août 2016 18 h UTC-3 |                 |        |       | stade de Deodoro, Rio de Janeiro |
| 7 août 2016 18 h UTC-3 |                 |        |       | stade de Deodoro, Rio de Janeiro |

## Tennis de table
| Athlète(s) | Compétition  | Tour préliminaire          | 1er tour         | 2e tour          | 3e tour          | 4e tour          | Quarts de finale | Demi-finales     | Finale           | Finale   |
| Athlète(s) | Compétition  | Adversaire Score           | Adversaire Score | Adversaire Score | Adversaire Score | Adversaire Score | Adversaire Score | Adversaire Score | Adversaire Score | Rang     |
| ---------- | ------------ | -------------------------- | ---------------- | ---------------- | ---------------- | ---------------- | ---------------- | ---------------- | ---------------- | -------- |
| Sally Yee  | Simple dames | battue par Edem (en) 0 - 4 | Éliminée         | Éliminée         | Éliminée         | Éliminée         | Éliminée         | Éliminée         | Éliminée         | Éliminée |

## Tir
À l'issue des championnats continentaux, Glenn Kable se qualifie pour participer à ses quatrièmes Jeux olympiques consécutifs, dans l'épreuve du trap (hommes).
| Athlète     | Compétition | Qualification | Qualification | Demi-finale | Demi-finale | Finale  | Finale  |
| Athlète     | Compétition | Points        | Rang          | Points      | Rang        | Points  | Rang    |
| ----------- | ----------- | ------------- | ------------- | ----------- | ----------- | ------- | ------- |
| Glenn Kable | Trap        | 112           | 23e           | Éliminé     | Éliminé     | Éliminé | Éliminé |

## Tir à l'arc
À la suite de sa victoire lors des championnats d'Océanie de 2016 dans la compétition individuelle hommes, Robert Edler se qualifie pour participer à ses troisièmes Jeux olympiques.
| Athlète      | Compétition       | Tour préliminaire | Tour préliminaire | 1er tour            | 2e tour          | 3e tour          | Quarts de finale | Demi-finales     | Finale           | Finale |
| Athlète      | Compétition       | Score             | Rang              | Adversaire Score    | Adversaire Score | Adversaire Score | Adversaire Score | Adversaire Score | Adversaire Score | Rang   |
| ------------ | ----------------- | ----------------- | ----------------- | ------------------- | ---------------- | ---------------- | ---------------- | ---------------- | ---------------- | ------ |
| Robert Edler | Individuel hommes | 635               | 56e               | Battu par Wei 0 - 6 | Non qualifié     | Non qualifié     | Non qualifié     | Non qualifié     | Non qualifié     | 33e    |